# Graphite Peak
Il Graphite Peak (Picco della grafite) è una vetta alta 3.260 m, che fa parte dei Monti Barton, una catena montuosa dei Monti della Regina Maud, in Antartide.
È posizionato nell'estremità nordorientale della catena che si estende per 3 miglia nautiche (6 km) verso nordest, partendo dal Mount Clark e arrivando appena a sud della testata del Ghiacciaio Falkenhof.
La denominazione fu assegnata dalla New Zealand Geological Survey Antarctic Expedition (NZ GSAE) (1961–62), in riferimento alla grafite trovata sulla montagna.